# Cheloterma
Auxolophotis és un gènere d'arnes de la família Crambidae. Conté només una espècie, Cheloterma invidiosa, que es troba a l'Índia (Assam).